# Qorağan
Qorağan è un comune dell'Azerbaigian situato nel distretto di Qax. Conta una popolazione di 1 262 abitanti.